# Хан Уди
Хан Уди (на китайски: 漢武帝; на пинин: Hàn Wǔdì) е император на Китай от династията Хан, управлявал от 141 до 87 пр.н.е. Управлението му продължава 54 години и остава най-дългото в китайската история до това на император Канси 18 века по-късно.

## Управление
Управлението на император Уди се свързва с мащабно териториално разширение и изграждането на силна и централизирана държавна администрация в резултат на неговите реформи, включително налагането на конфуцианските доктрини. В областта на обществения и културния живот той е известен със своите религиозни нововъведения и с покровителството на поетическото и музикалното изкуство. При неговото управление се засилват и преките и непреки културни контакти със западните части на Евразия, а в самия Китай са въведени много нови земеделски култури и други техники.
Като военен ръководител Хан Уди достига най-голямото разширение на Китай за времето на династията Хан – в своя апогей империята му се простира от днешен Киргизстан на запад до Корея на изток и до северните части на Виетнам на юг. Той успешно отблъсква систематичните набези на северните си съседи хунну и през 139 г. пр.н.е. изпраща своя посланик Джан Циен в търсене на съюз с владетелите на юеджи в Трансоксиана, поставяйки началото на поредица мисии в Централна Азия. Макар че историческите източници не показват той да е бил информиран за будизма, акцентирайки по-скоро върху неговия интерес към шаманизма, именно в резултат на организираните от Уди мисии на запад будизмът започва да прониква в Китай.
Установявайки автократично и централизирано държавно управление, Хан Уди приема принципите на конфуцианството за държавна философия и етичен кодекс на своята империя. Тези реформи имат траен ефект върху китайските традиции през следващите столетия и оказват силно влияние върху съседните култури. В същото време Уди е известен и със своите съветници шамани, както и с различни религиозни и културни нововъведения с не толкова видими исторически последствия.